# 187709 Fengduan
187709 Fengduan è un asteroide della fascia principale. Scoperto nel 2008, presenta un'orbita caratterizzata da un semiasse maggiore pari a 2,9286492 UA e da un'eccentricità di 0,0372991, inclinata di 3,03347° rispetto all'eclittica.